# Mohammed al-Bakri
Mohammed Ahmed al-Bakri (arabisch محمد أحمد البكري, DMG Muḥammad Aḥmad al-Bakrī; * 28. März 1997 in Doha) ist ein katarischer Fußballtorhüter.

## Karriere

### Verein
Im August 2015 wurde er von Lekhwiya nach Österreich an die Amateure des LASK verliehen, wo er bis zum Ablauf der laufenden Spielzeit 2015/16 auch verblieb. Daran anschließend ging es für ihn per erneuter Leihe direkt weiter zur U21 des Kooperationsklubs KAS Eupen nach Belgien. Hier verblieb er bis zum Ende der gerade laufenden Runde 2016/17. Danach kehrte er in sein Heimatland zurück, wo sein Stammklub mittlerweile in al-Duhail aufgegangen ist.
Nun bekam er in der Qatar Stars League schließlich auch seinen ersten Einsatz für al-Duhail. Am 11. Spieltag bei einem 1:1 gegen al-Sailiya wurde er in der 34. Minute für den Innenverteidiger Abdullah al-Ahrak eingewechselt, weil der bislang im Tor stehende Khalifa N’Diaye mit Rot vom Platz geschickt wurde. Im Februar 2018 wurde er dann für den Rest der Saison an den al-Markhiya SC verliehen. Danach ging es wieder per Leihe weiter für eine Spielrunde zum al-Khor SC. Für die erste Saisonhälfte 2019/20 wurde er dann ein bislang letztes Mal zum al-Shahania SC verliehen. Nach seiner Rückkehr zu seinem Stammklub gewann seine Mannschaft in dieser Saison ein weiteres Mal die Meisterschaft. Mit Ausnahme der Saison 2020/21 kam er danach nun pro Saison auf keine zweistellige Einsatzzahl für seine Mannschaft.

### Nationalmannschaft
Seinen ersten bekannten Einsatz im Dress der katarischen A-Nationalmannschaft hatte er am 23. August 2017 bei einem 2:1-Freundschaftsspielsieg über Turkmenistan. Hier stand er in der Startelf und wurde zur zweiten Hälfte des Spiels für Ahmed Soufiane ausgewechselt. Nach einem weiteren Freundschaftsspieleinsatz im März 2018 wurde er dann im Sommer 2019 für den Kader bei der Copa América 2019 nominiert, an der Katar als Gastmannschaft teilnahm. Bei diesem Turnier kam er aber nicht über den Status eines Ersatztorhüters hinaus und erhielt somit auch keinen einzigen Einsatz. Anschließend folgten im November des Jahres sowie im Oktober 2020 noch einmal jeweils ein Freundschaftsspieleinsatz.

## Erfolge
al-Duhail SC
- Katarischer Meister: 2022/23